# كميجان
كميجان (بالفارسية: کمیجان) هي مدينة تقع في إيران في قسم. يقدر عدد سكانها بـ 7,358 نسمة .

## المناخ
يظهر الجدول التالي التغييرات المناخية على مدار السنة لكميجان:
| البيانات المناخية لـكميجان        | البيانات المناخية لـكميجان | البيانات المناخية لـكميجان | البيانات المناخية لـكميجان | البيانات المناخية لـكميجان | البيانات المناخية لـكميجان | البيانات المناخية لـكميجان | البيانات المناخية لـكميجان | البيانات المناخية لـكميجان | البيانات المناخية لـكميجان | البيانات المناخية لـكميجان | البيانات المناخية لـكميجان | البيانات المناخية لـكميجان | البيانات المناخية لـكميجان |
| الشهر                             | يناير                      | فبراير                     | مارس                       | أبريل                      | مايو                       | يونيو                      | يوليو                      | أغسطس                      | سبتمبر                     | أكتوبر                     | نوفمبر                     | ديسمبر                     | المعدل السنوي              |
| --------------------------------- | -------------------------- | -------------------------- | -------------------------- | -------------------------- | -------------------------- | -------------------------- | -------------------------- | -------------------------- | -------------------------- | -------------------------- | -------------------------- | -------------------------- | -------------------------- |
| الدرجة القصوى °م (°ف)             | 9.2 (48.6)                 | 13.9 (57.0)                | 20.6 (69.1)                | 26.2 (79.2)                | 29.1 (84.4)                | 33.1 (91.6)                | 38.0 (100.4)               | 36.2 (97.2)                | 34.0 (93.2)                | 27.9 (82.2)                | 20.6 (69.1)                | 14.0 (57.2)                | 38.0 (100.4)               |
| متوسط درجة الحرارة الكبرى °م (°ف) | −3 (27)                    | −1 (30)                    | 4 (39)                     | 13 (55)                    | 18 (64)                    | 22 (72)                    | 26 (79)                    | 26 (79)                    | 23 (73)                    | 16 (61)                    | 7 (45)                     | —                          | 6 (43)                     |
| المتوسط اليومي °م (°ف)            | −9 (16)                    | −7 (19)                    | −1 (30)                    | 6 (43)                     | 11 (52)                    | 15 (59)                    | 19 (66)                    | 19 (66)                    | 15 (59)                    | 8 (46)                     | 1 (34)                     | −5 (23)                    | 6 (43)                     |
| متوسط درجة الحرارة الصغرى °م (°ف) | −14 (7)                    | −12 (10)                   | −6 (21)                    | —                          | 5 (41)                     | 8 (46)                     | 12 (54)                    | 12 (54)                    | 7 (45)                     | 1 (34)                     | −3 (27)                    | −9 (16)                    | 32 (90)                    |
| أدنى درجة حرارة °م (°ف)           | −36.0 (−32.8)              | −35.0 (−31.0)              | −30.1 (−22.2)              | −16.0 (3.2)                | −7.6 (18.3)                | −3.6 (25.5)                | 1.4 (34.5)                 | −1.1 (30.0)                | −4.1 (24.6)                | −14.6 (5.7)                | −23.8 (−10.8)              | −31.2 (−24.2)              | −36.0 (−32.8)              |
| الهطول مم (إنش)                   | 23.7 (0.93)                | 26.7 (1.05)                | 28.2 (1.11)                | 54.5 (2.15)                | 84.6 (3.33)                | 73.9 (2.91)                | 43.2 (1.70)                | 35.7 (1.41)                | 26.0 (1.02)                | 38.5 (1.52)                | 28.2 (1.11)                | 22.8 (0.90)                | 486 (19.1)                 |
| المصدر: Weatherbase               |                            |                            |                            |                            |                            |                            |                            |                            |                            |                            |                            |                            |                            |